# Tonto Dikeh
 (avril 2022).
La mise en forme du texte ne suit pas les recommandations de Wikipédia : il faut le « wikifier ».
Les points d'amélioration suivants sont les cas les plus fréquents :
- Les titres sont pré-formatés par le logiciel. Ils ne sont ni en capitales, ni en gras.
- Le texte ne doit pas être écrit en capitales (les noms de famille non plus), ni en gras, ni en italique, ni en « petit »…
- Le gras n'est utilisé que pour surligner le titre de l'article dans l'introduction, une seule fois.
- L'italique est rarement utilisé : mots en langue étrangère, titres d'œuvres, noms de bateaux, etc.
- Les citations ne sont pas en italique mais en corps de texte normal. Elles sont entourées par des guillemets français : « et ».
- Les listes à puces sont à éviter, des paragraphes rédigés étant largement préférés. Les tableaux sont à réserver à la présentation de données structurées (résultats, etc.).
- Les appels de note de bas de page (petits chiffres en exposant, introduits par l'outil «  Source ») sont à placer entre la fin de phrase et le point final[comme ça].
- Les liens internes (vers d'autres articles de Wikipédia) sont à choisir avec parcimonie. Créez des liens vers des articles approfondissant le sujet. Les termes génériques sans rapport avec le sujet sont à éviter, ainsi que les répétitions de liens vers un même terme.
- Les liens externes sont à placer uniquement dans une section « Liens externes », à la fin de l'article. Ces liens sont à choisir avec parcimonie suivant les règles définies. Si un lien sert de source à l'article, son insertion dans le texte est à faire par les notes de bas de page.
- La présentation des références doit suivre les conventions bibliographiques. Il est recommandé d'utiliser les modèles {{Ouvrage}}, {{Chapitre}}, {{Article}}, {{Lien web}} et/ou {{Bibliographie}}. Le mode d'édition visuel peut mettre en forme automatiquement les références.
- Insérer une infobox (cadre d'informations à droite) n'est pas obligatoire pour parachever la mise en page.

Pour une aide détaillée, merci de consulter Aide:Wikification.
Si vous pensez que ces points ont été résolus, vous pouvez retirer ce bandeau et améliorer la mise en forme d'un autre article.
Tonto Dikeh de son nom complet Tonto Charity Dikeh, née le 9 juin 1985 à Port Harcourt est une actrice, chanteuse, autrice-compositrice et philanthrope nigériane,. Le 27 août 2000, Tonto Dikeh a créé sa fondation, la Tonto Dikeh Foundation. La fondation a été créée avec la vision claire et la passion de rendre la vie meilleure pour toutes les femmes, filles, jeunes et enfants déplacés et sous-privilégiés en Afrique, indépendamment de leurs différences politiques, religieuses et culturelles. Elle vise également à organiser régulièrement des programmes de sensibilisation et des symposiums de discussion qui apporteront la raison et la civilité à la communauté noire, en abordant les questions qui touchent les femmes, les questions de genre, le viol, l'autonomisation, le changement climatique et les droits de l'enfant.

## Cinéma et télévision
Tonto Dikeh a joué dans un film intitulé Dirty Secret, qui a suscité la controverse parmi les Nigérians en raison de l'inclusion de scènes pour adultes. Alors que certains ont critiqué son rôle pour son caractère non traditionnel et non africain, d'autres ont déclaré que Tonto Dikeh avait simplement fait preuve de professionnalisme.

## Carrière musicale
Après une carrière d'actrice réussie, Tonto Dikeh a décidé de se lancer dans une carrière musicale. Avant cela, elle a joué dans un clip pour Amaco Investments, aux côtés de Patience Ozokwor. Elle a fait ses débuts dans la musique en sortant les singles "Hi" et "Itz Ova", ce dernier avec Snypa,. Le 13 juin 2014, le chanteur nigérian D'banj l'a signée sur son label, DB Records. Tonto Dikeh a annoncé son départ de DB records en mars 2015.

## Vie privée
Tonto Dikeh est née dans une famille de sept personnes et est la troisième de cinq enfants. Sa famille est originaire d'Obio/Akpor, un LGA de l'État de Rivers, et est de descendance Ikwerre. À l'âge de 3 ans, elle perd sa mère et est élevée par sa belle-mère, qui a deux enfants. Dikeh a étudié l'ingénierie pétrochimique à l'Université des sciences et technologies de l'État de Rivers. En septembre 2021, l'ex-fiancé de Tonto Dikeh, Prince Joseph Kpokpogri, l'a poursuivie en justice, ainsi que le Département de la sécurité d'État (DSS), pour avoir prétendument menacé ses droits fondamentaux. Kpokpogri a déclaré qu'il avait quitté Tonto à cause de son habitude de fumer et de boire beaucoup.

## Polémique
Son mariage traditionnel avec Olakunle Churchill a eu lieu en août 2015. En 2014, une rumeur a couru selon laquelle elle aurait eu une relation sexuelle avec Rukky Sanda. Cependant, lors d'une interview avec Rukky Sanda, la rumeur a été démentie. En février 2016, Dikeh a donné naissance à son fils, qu'elle a surnommé Baby X. Cependant, depuis, le couple a pris des chemins différents.
Au début du mois d'octobre 2021, Dikeh s'est empêtrée dans une controverse après avoir publié sur ses réseaux sociaux de prétendues notes vocales suggérant que son ex-amant, JOSEPH EGBRI (plus connu sous le nom de Prince Kpokpogri) avait sur son smartphone des enregistrements sexuels et des photos de nu d'Usiwo Orezimena Jane, une danseuse nigériane, plus connue sous le nom de JANEMENA. Dikeh aurait fait ces allégations à la suite de sa rupture brutale avec son ex-amant, Kpokpogri, en septembre.